# Собещани
Собещани (пол. Sobieszczany) — село в Польщі, у гміні Неджвиця-Дужа Люблінського повіту Люблінського воєводства.
Населення — 224 особи (2011).

## Демографія
Демографічна структура станом на 31 березня 2011 року:
|          | Загалом | Допрацездатний вік | Працездатний вік | Постпрацездатний вік |
| -------- | ------- | ------------------ | ---------------- | -------------------- |
| Чоловіки | 120     | 24                 | 82               | 14                   |
| Жінки    | 104     | 19                 | 59               | 26                   |
| Разом    | 224     | 43                 | 141              | 40                   |